# Мирко Райчевич
Мирко Райчевич (серб. Мирко Раичевић / Mirko Raičević, нар. 22 березня 1982, Титоград) — чорногорський футболіст, півзахисник «Младості».

## Клубна кар'єра
У дорослому футболі дебютував 2001 року виступами за «Обилич», в якій провів два сезони, взявши участь у 18 матчах чемпіонату. Одночасно виступав і за молодіжну команду клубу.
2003 року на правах оренди захищав кольори клубу «Житораджа».
Своєю грою привернув увагу представників тренерського штабу «Будучності», до складу якої приєднався 2003 року. Відіграв за клуб з Подгориці наступні п'ять сезонів своєї ігрової кар'єри. Більшість часу, проведеного у складі «Будучності», був основним гравцем команди і допоміг команді виграти чемпіонат Чорногорії.
Влітку 2008 року перейшов в луганську «Зорю», підписав контракт на два роки. Дебютував в чемпіонатах України 20 липня 2008 року в 1 турі української Прем'єр-ліги у матчі з «Металістом» (1:1), в якому віддав результативний пас на Коллінза Нгаху. Перший свій гол у Прем'єр-Лізі забив у домашньому матчі проти «Карпат» (1:0).
16 червня 2009 покинув «Зорю», контракт було розірвано за обопільною згодою. Його не влаштували фінансові пропозиції клубу, і тому, вирішили розірвати контракт.
23 червня 2009 року перейшов в одеський «Чорноморець», проте виходив на поле дуже рідко і на початку 2010 року перейшов до складу аутсайдера Прем'єр-ліги «Закарпаття», де відразу став основним гравцем. За підсумками того сезону ужгородський клуб залишив елітний дивізіон, але Мирко продовжив виступати у клубі і допоміг клубу через два роки влітку 2012 року знову повернутися до найвищого дивізіону, вигравши Першу лігу.

## Виступи за збірну
24 березня 2007 року дебютував в офіційних матчах у складі національної збірної Чорногорії, яка проводила свій історичний перший офіційний матч. Того ж року провів за збірну ще два матчі після чого перестав викликатись до збірної

## Досягнення
- Чемпіон Чорногорії: 2007-08
- Переможець першої ліги України: 2011-12
- Володар Кубка Чорногорії: 2017-18